# Jens Katemann

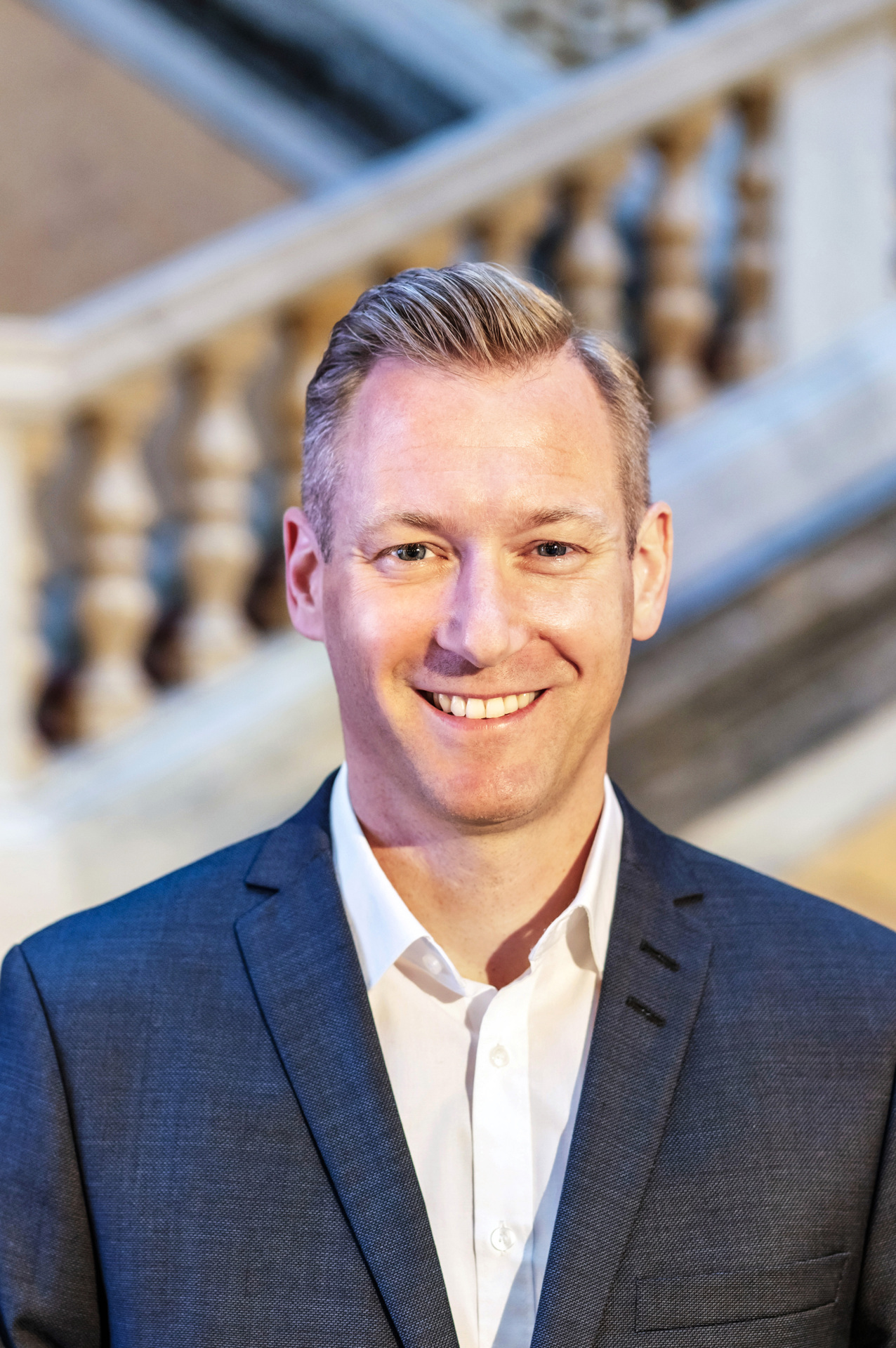
Jens Katemann

Jens Katemann (* 16. September 1974) ist ein deutscher Wirtschafts- und Motorjournalist. Er war von 2012 bis März 2017 zusammen mit Ralph Alex Chefredakteur von auto motor und sport. 2017 wechselte er in den Volkswagen-Konzern. Dort leitete er von April 2017 bis Juni 2022 die Kommunikationsabteilung von SKODA AUTO. Seit Juli 2022 ist er Leiter der Kommunikation der Marke Volkswagen in Wolfsburg.
Nach einem Lehramtsstudium (Sozialwissenschaften, Sport) und dem 1. Staatsexamen an der Westfälischen Wilhelms-Universität Münster absolvierte Katemann von 2001 bis 2003 ein Volontariat an der Georg von Holtzbrinck-Schule der Verlagsgruppe Handelsblatt. Anschließend arbeitete er als Redakteur bei auto motor und sport (2003 bis 2006), stieg dort zum Ressortleiter „Magazin & Service“ auf und wurde 2009 Chefredakteur der Zeitschrift AUTOStraßenverkehr.